# Mezquita de Pertevniyal Valide Sultan
La mezquita de Pertevniyal Valide Sultan (en turco: Pertevniyal Valide Sultan Cami), también conocida como mezquita de Aksaray Valide, es una mezquita imperial otomana de Estambul, Turquía. Se encuentra en la intersección de Ordu Caddesi y Atatürk Bulvarı, en el barrio de Aksaray.

## Historia
Una de las últimas mezquitas construidas en Estambul durante el periodo otomano, la mezquita de Pertevniyal Valide Sultán fue diseñada por los arquitectos, hermanos Balian para Pertevniyal Sultana, madre del sultán Abdülaziz I. Esta decidió dotar a la ciudad antigua de su última mezquita imperial. Los trabajos de construcción comenzaron en noviembre de 1869 y se terminaron en 1871.

## Arquitectura
Los hermanos Balian, responsables entre otras de la icónica Mezquita de Ortaköy o el Palacio de Beylerbeyi, abandonaron aquí el modelo de la Nur-u-Osmaniye. Se mantiene el baldaquino cuadrado que sostiene una única cúpula pero se repliega hacia el interior, liberando la composición de la fachada. La cúpula, colocada sobre un tambor de dieciséis lados con ventanas, recupera el modelo bizantino. En cuanto a las fachadas, ahora más libres, despliegan una sorprendente confrontación entre el estilo neo otomano y el neo gótico  Tres de las cuatro fachadas - la de la entrada está ocupada por el pabellón imperial: están divididas verticalmente en cinco tramos y horizontalmente en dos pisos. 
Los tramos de chaflán ciegos, ya que esconden los pilares del baldaquino exhiben un motivo de nicho de mihrab en cada piso, que está aquí para recordar el parecido de la punta del nicho con la ojiva. Los tres tramos centrales en saliente están coronados por un frontón triangular, en el que la parte inferior está decorada con estalactitas. En el interior de este grupo, el tramo central está colocado hacia delante y su ventana inferior está rematada por un frontón que reproduce en miniatura el frontón de los tramos centrales. En este juego de volúmenes, claramente diferenciados. las seis ventanas del grupo central son de arco mitral, que podría interpretarse como un arco otomano si no fuera porque de ahí nace un arco geminado rematado con un rosetón que proporciona a las aberturas la apariencia de una ventanas geminadas góticas. Se utiliza el mismo procedimiento en las dieciséis ventanas del tambor de la cúpula. 
Con la Mezquita Pertevniyal los hermanos Balian no contentos con afirmar su constante capacidad de renovación demostraron también que su historicismo, cultivado desde la generación de los hijos de Garabet, era mucho más que eclecticismo; era una búsqueda consciente del sincretismo. El gótico, susceptible de ser percibido como una referencia cristiana, se confronta con los elementos del lenguaje arquitectónico otomano, algunos tomados de las mezquitas, como los tres nichos sobre las ventanas de los tramos centrales.